# Heinrich Welslau
Heinrich Welslau (* 20. April 1918 in Asperheide; † 31. Oktober 1991 in Lemgo) war ein deutscher Politiker (SPD).

## Leben und Beruf
Welslau wurde als zweiter Sohn des aus dem Paderborner Land nach Lockhausen geseidelten Joseph Welslau im heute zum Bad Salzufler Werl-Aspe gehörenden Wohnplatz Asperheide geboren.
Nach dem Besuch der katholischen Volksschule in Bad Salzuflen absolvierte Welslau in Knetterheide eine Tischlerlehre, die er mit der Gesellenprüfung abschloss. Während seiner Ausbildung starb sein Bruder Joseph 19-jährig an den Folgen eines Boxkampfes.
Heinrich Welslau leistete seinen Reichsarbeits- und Wehrdienst bei der Luftwaffe. Von 1939 bis 1945 nahm er als Soldat am Zweiten Weltkrieg teil. Bei Kriegsende geriet er in Kriegsgefangenschaft. Nach seiner Rückkehr am 20. Juli 1945 arbeitete Welslau bald wieder als Tischlergeselle, schloss sich der IG Holz an und wurde Betriebsratsvorsitzender. Außerdem war er seit 1956 Vorsitzender des Turn- und Sportbundes im Landkreis Lemgo.

## Kommunalpolitik
Welslau war seit 1946 Ratsmitglied der Gemeinde Lockhausen, dann von 1952 bis 1969 Kreistagsmitglied des Kreises Lemgo, vom 25. März 1973 bis 1984 Mitglied des Kreistages Lippe und seit 1964 Mitglied der Verbandsversammlung des Landesverbandes Lippe.
Welslau amtierte von 1951 bis 1968 als ehrenamtlicher Bürgermeister der Gemeinde Lockhausen und nach der Kommunalen Neugliederung von 1969 bis 1976 als ehrenamtlicher Bürgermeister der Stadt Bad Salzuflen.

## Bundespolitik
Dem Deutschen Bundestag gehörte er von 1957 bis 1969 sowie vom 26. Februar 1970, als er für den verstorbenen Abgeordneten Friedhelm Dohmann nachrückte, bis 1972 an. Von 1961 bis 1965 vertrat er im Parlament den Wahlkreis Lemgo. In den übrigen Wahlperioden zog er über die Landesliste Nordrhein-Westfalen in den Bundestag ein.

## Ehrungen
- 1971: Bundesverdienstkreuz 1. Klasse
- Heinrich-Welslau-Straße in Bad Salzuflen
- Heinrich-Welslau-Sportplatz in Bad Salzufler Ortsteil Lockhausen